# María Pérez Sánchez-Laulhé
María Pérez Sánchez-Laulhé (Madrid, 1977) es una diplomática española. Es el embajadora de España en la República Checa (desde 2024).

## Biografía
Nacida en Madrid. Tras licenciarse en Derecho por la Universidad Pontificia Comillas, ingresó en la Carrera Diplomática (2006).
Comenzó su carrera diplomática en el Ministerio de Asuntos Exteriores ocupando diversos puestos de carácter técnico en la Secretaría de Estado para la Unión Europea (2006-2008). Posteriormente fue consejera técnica al gabinete de la Secretaría de Estado para Iberoamérica (2008-2009), y vocal del gabinete de la ministra de Sanidad y Asuntos Sociales, Trinidad Jiménez (2009-2010).
Ha estado destinado en las representaciones diplomáticas españolas en la La Paz (Bolivia, 2010-2013 y 2016-2019), San José (Costa Rica, 2013-2016).
En 2019 regresó a España para trabajar en la Agencia Española de Cooperación Internacional para el Desarrollo (AECID), primero, como jefa de la Unidad de Apoyo de la directora de Cooperación con América Latina y el Caribe (2019); y después, como jefa del Departamento de Cooperación con los Países andinos y el Cono Sur (marzo de 2020-2023). Seguidamente fue nombrada subsecretaria de Cultura y Deporte (febrero de 2023); y subsecretaria de Cultura (noviembre de 2023-febrero de 2024).
Es embajadora de España en la República Checa (desde 2024).